# Anisosepalum
- Commons
- Wikispecies

Anisosepalum E.Hossain, 1972, segundo o Sistema APG II, é um gênero botânico da família Acanthaceae.
São espécies nativas da África.

## Espécies
O gênero apresenta três espécies:
- Anisosepalum alboviolaceum
- Anisosepalum humbertii
- Anisosepalum lewallei

## Classificação do gênero
| Sistema | Classificação                       | Referência            |
| ------- | ----------------------------------- | --------------------- |
| APG II  | Ordem Lamiales, família Acanthaceae | APweb, versão 9, 2008 |